# Kollasmosoma sentum
Espèce
Kollasmosoma sentum est une espèce de guêpes parasitoïdes qui pond ses œufs dans des fourmis vivantes. Elle a été classée dans le « top 10 des nouvelles espèces de 2011,. »

## Publication originale
- (en) José-María Gómez Durán et Cornelis van Achterberg, « Oviposition behaviour of four ant parasitoids (Hymenoptera, Braconidae, Euphorinae, Neoneurini and Ichneumonidae, Hybrizontinae), with the description of three new European species », ZooKeys, Sofia, Pensoft Publishers (d), vol. 125, no 125,‎ 26 août 2011, p. 59-106 (ISSN 1313-2989 et 1313-2970, OCLC 248547717, PMID 21998538, PMCID 3185369, DOI 10.3897/ZOOKEYS.125.1754, lire en ligne).